# Idioma timbira
El idioma timbira es una lengua de la familia Ye, hablada al este el río Tocantins.

## Dialectos
Según Nikulin, los dialectos timbiras son:
Canela (subdividida em Apànjêkra e Ràmkôkãmẽkra), falada no Maranhão, na Terra Indígena Porquinhos e na Terra Indígena Kanela.
Krahô, hablado en Tocantins, en la Tierra Indígena Kraolândia.
Krikrati, hablado en Maranhão, en la Tierra Indígena Krikati.
Pykobjê, hablado en Amarante, Maranhão, Tierra Indígena Governador.
Parkatêjê, con 12 hablantes en Pará y em Bom Jesus do Tocantins, en la Tierra Indígena Mãe Maria.
Kỳikatêjê, com 9 hablantes en Pará y en Bom Jesus do Tocantins, Tierra Indígena Mãe Maria.
Según Ramirez, el continuo dialectal Timbira-Kayapó (Ye propio) es:
Canela-Krahô ↔ Gavião-Krĩkati ↔ Apinajé ↔ Kayapó ↔ Suyá-Tapayuna ↔ Panará